# 脇坂貞夫
脇坂貞夫（1916年—1945年4月19日）是一位日本草地曲棍球运动员，曾参加1936年夏季奥林匹克运动会的男子草地曲棍球项目。后在第二次世界大战期間加入步兵第9連隊，最終在薩馬島附近死亡。死亡原因可能是疾病。